# ゲオルク・ヘルヴェーク

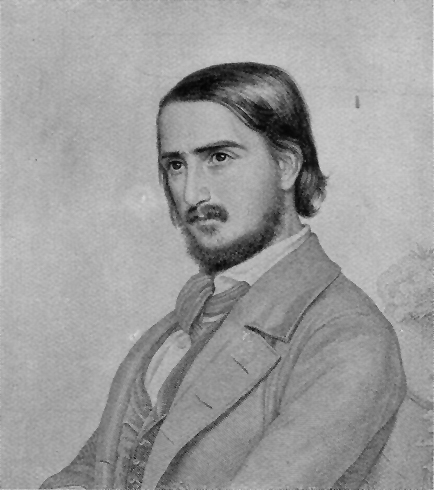
ゲオルク・ヘルヴェーク

ゲオルク・ヘルヴェーク（Georg Herwegh, 1817年5月31日 - 1875年4月7日）は、ドイツの政治詩人。

## 生涯
シュトゥットガルトで名を知られた料理店主の一人息子として生まれた。14歳の時に病気により学校生活を中断されたが、当時流行のメスメル療法で快方に向かった。18歳の時に母の意向に従いルター派の牧師となるためにバリンゲン (Balingen) の神学校へ給費生として入学し、そこからテュービンゲン大学へ進んだ。しかし大学時代に神学を棄てて、法律学、文学と熱中する対象を次々と乗り替えた。
法定期限の軍務に服している時に上官と2回もトラブルを起こし、1839年に国境を越えてスイスに逃亡。1841年に政治詩集である『生けるものの詩』(Gedichte eines Lebendigen) を発刊、1万5千部を売り上げ、一躍人気作家の仲間入りを果たした。ヘルヴェークはドイツ民主主義の偶像となり、1842年に帰国しプロイセン王フリードリヒ・ヴィルヘルムに謁見を許され、王をして「あっぱれな敵手に敬意を表する」とまで言わしめたが、その後すぐにプロイセン警察から国外へ追放され、プロイセン宮廷の御用商人の娘エンマを連れ1843年にスイスのバーデンで結婚した。イタリアをへてパリに到着し、ダグー伯爵夫人の寵愛を受けイワン・トゥルゲーネフやパーヴェル・アンネンコフ、ニコライ・オガリョーフやミハイル・バクーニン、アレクサンドル・ゲルツェンと交際するようになった。
1848年にパリで2月革命が起こり、3月にはパリ在住のドイツ民主主義者が委員会をつくり、フランス民主主義への祝辞を贈ることとドイツの革命運動を援助することを決定し、ヘルヴェークは委員長に選出された。妻のエンマが主導者として600の義勇兵を組織し、シュトラスブルクを出発しバーデンに向かった。4月27日にスイスの正規軍と国境付近のドッセンバッハで遭遇、50人の犠牲者を出して義勇軍は壊滅し、ヘルヴェークはフランスへ逃げ帰った。政治的にも経済的にも窮迫し、1849年にかけて友人となったゲルツェンの家庭を訪問するようになったが、その年の夏からゲルツェンの妻ナターリヤと不倫関係に陥った。この関係は1851年まで続き、ヘルヴェークはゲルツェンから絶交を申し渡され、一家でジェノヴァに退去した。その後は諷刺雑誌への投稿、ドイツ総合労働者協会 (Allgemeiner Deutscher Arbeiterverein) に参加するなどしたが、かつての評判は取り戻すべくもなかった。その後はバーデン＝バーデンに定住し、同地で没した。

## 作品集
- Leicht Gepäck（1840年）
- Gedichte eines Lebendigen（第1巻, 1841年）
- Einundzwanzig Bogen aus der Schweiz（1843年）
- Gedichte eines Lebendigen（第2巻, 1844年）
- Zwei Preußenlieder（1848年）
- Viertägige Irr- und Wanderfahrt mit der Pariser deutsch-demokratischen Legion in Deutschland und deren Ende durch die Württemberger bei Dossenbach（1850年）
- Die Schillerfeier in Zürich（1860年）
- Das Bundeslied（1863年）
- Neue Gedichte（1877年）